# AK Ozalj
Auto klub Ozalj, hrvatski automobilistički klub iz Ozlja. Uspješni vozači iz ovog kluba su Sven Katić, Ivo Čizmić, Dražen Katić, Slaven Klačić, Dražen Krznarić, Goran Jakić, Ivan Jandrečić, Marko Marković, Ante Huljev, Dražen Blažina, Dražen Lipka. Klub je uspješan u autocrossu.
Osnovani su 2005. godine. osnovan je na inicijativu vozača koji su do tada nastupali za druge gradove i županije i tako svojom idejom o osnivanju vlastitog kluba potakli dosta velik broj članova nakon čega je uz malo zajedničkog truda Auto klub i nastao. Prve sezone, 2005. godine, bili su 4. u ukupnom poretku prvenstva Hrvatske u autocrossu. 2006. godine bili su ukupno šesti. 2007. godine došli su do postolja, s mladim snagama bili su ukupno treći. 2008. godine osvojili su prvenstvo Hrvatske, ali im je u prometnoj poginuo važni član te od tad klub organizira Memorijal Josip Pilat (Nagrada Grada Kastva) na domaćoj stazi u Ribniku. 2009. godine obranili su naslov prvaka Hrvatske. Sezone 2010. bili su treći put uzastopno prvaci Hrvatske, pola boda ispred AK Kastavca. HAKS je za to nagradio AK Ozalj Zlatnom plaketom. 2010., 2011. i 2012. godine osvojio je naslov prvaka Hrvatske. 2013. godine AK Ozalj je šesterostruki prvak u autocrossu u državnom prvenstvu. Članovi kluba dobili su niz priznanja. Ivo Čizmić je državni prvak i autocrossu u Diviziji 1 i drugi u međunarodnom prvenstvu, Sven Katić državnog prvaka u kategoriji Junior, a u Diviziji ! i međunarodnom prvenstvu drugo mjesto. Dražen Katić bio je drugi u Diviziji 1b i treće mjesto u međunarodnom prvenstvu, Slaven Klačić treći u Diviziji 1b. Kao najbolji tim proglašen je „Sven Team“ u sastavu Sven i Dražen Katić. AK Ozalj i AK Kastavac proglašeni su najboljim organizatorima autosross natjecanja u 2013. godini. Naslovom 2013. osvojili su šesti uzastopni naslov. Nagrađen priznanjem za najbolju organizaciju utrke (Ribnik).
2015. godine ekipno su bili prvaci u autocrossu. Od uspjeha vozača AK Ozalj u pojedinačnoj konkurenciji u autrocrossu, u diviziji 1 prvi i drugi su Sven Katić i Ivo Čizmić, u diviziji 1A prvi i drugi su Marko Marković i Dražen Krznarić, u diviziji 1B drugi i treći su Dražen Katić i Mario Muže, u kategoriji juniora postolje drže Sven Katić, Marko Marković i Mario Muže, a u redoslijedu timova najbolji je Sven Team.

## Vanjske poveznice
- Facebook
- Racing.hr[neaktivna poveznica]
- Autosport.hr[neaktivna poveznica]